# Neuquenraptor
Neuquenraptor (che significa ladro di Neuquén) è un genere di dinosauro terapode dromaeosauride che visse in America meridionale durante il tardo cretaceo in quella che oggi è la formazione Portezuelo dell'Argentina.

## Scoperta e denominazione
Nel 1996 i resti di Neuquenraptor furono trovati nei pressi di Plaza Huincul nella Sierra del Portezuelo. L'anno successivo è stato rivelato che il nome previsto era Araucanoraptor argentinus. Nel 1999 è stato provvisoriamente descritto come un membro dei Troodontidae.
È stato infine nominato come Neuquenraptor argentinus nel 2005 da Fernando Novas e Diego Pol e descritto come un dromaeosauride.

## Descrizione
I resti noti consistono solo nel piede sinistro, vertebre cervicali, costole, chevron della coda ed un raggio. Si stima che Neuquenraptor misurasse 1,8-3,5 metri e che pesasse 75 kg. Era più grande del suo vicino Buitreraptor, con cui condivideva somiglianze fisiche.